# Lipka István
Lipka István (teljes nevén Lipka István Károly) (Újpest, 1899. május 9. – Budapest, 1990. szeptember 24.) mérnök, matematikus, egyetemi tanár, a műszaki tudományok doktora (1976).

## Élete
1917-ben tett érettségi vizsgát, majd beiratkozott a Budapesti Tudományegyetem Bölcsészettudományi Karára, ahol matematika-fizika szakon tanult, mindemellett pedig a Műegyetem hallgatója is volt. 1923-ban matematikából, elméleti és kísérleti fizikából tett doktorátust, és megszerezte középiskolai tanári oklevelét is. 1923-tól három éven át Várpalotán tanított, majd 1926-ban a Szegedi Tudományegyetem geometriai tanszékén lett tanársegéd, 1929-ben ösztöndíjasként Hamburgban tanult. 1933-ban lett egyetemi magántanár, 1942-től pedig intézeti tanár a geometriai tanszéken, majd 1946-ban nyugdíjazták. Két év múlva statisztikusként a Csepel Műveknél kezdett dolgozni, később a szerszámgépgyárban gyártmánytervezőként működött. Fogaskerekekkel kapcsolatos tanulmányait a Magyar Tudományos Akadémia is támogatta. 1954-ben a Szerszámgép Fejlesztési Intézetbe helyezték át, Halásztelekre. Több mint 30 nemzetközileg is elismert dolgozatot publikált matematika tárgykörben, 42-t műszaki gépészetiben. 1990-ben hunyt el Budapesten.

### Családja
Lipka Zoltán hajógyári mérnök és May Aranka fiaként született, római katolikus vallású. 1931. november 28-án Budapesten, a II. kerületben házasságot kötött Mihály Idával, Mihály Ferenc és Horáczius Gizella lányával.